# Horizontni koordinatni sistem
Horizontni koordinatni sistem je eden izmed nebesnih koordinatnih sistemov, ki za določanje položaja nebesnih teles uporablja ravnino horizonta, ki poteka pravokotno na smer proti nadglavišču (zenitu) opazovalca.
Koordinate nebesnih teles v tem sistemu so odvisne od položaja opazovalca, zato takšno vrsto nebesnih koordinatnih sistemov imenujemo tudi krajevni (mestni) koordinatni sistemi.

## Definicija horizontnih koordinat
Položaj nebesnega telesa se v horizontnem koordinatnem sistemu določa z dvema podatkoma:
- azimut (oznaka Az ali A) je kotna razdalja, ki se meri od smeri proti severu proti presečišču velikega kroga skozi telo z obzorjem (na sliki rdeče). Včasih so merili azimut od smeri proti jugu.
- altituda (oznaka Alt ali α) je kotna razdalja, ki ga tvori smer proti nebesnemu telesu in  z ravnino obzorja (na sliki zeleno).

Azimut lahko zavzame naslednje vrednosti:
{\displaystyle 0^{\circ }\leq \ A\ <360^{\circ }}
Smer proti severu ima azimut 0°, proti jugu pa 180°
Vrednosti, ki jih lahko zavzame altituda, pa so 
{\displaystyle -90^{\circ }\leq \alpha \leq +90^{\circ }}
Smer proti zenitu ima altitudo +90°, nadir pa ima altitudo -90°.
Če ime nebesno telo azimut med 0° in 180° (to so smeri od severa proti vzhodu do juga), potem se telo na nebu navidezno dviguje od obzorja proti najvišji točki (kulminacija) na nebu (nebesno telo vzhaja).
Kadar pa je azimut telesa med 180° in 360° (to so smeri od juga proti zahodu do severa), se telo navidezno spušča od najvišje točke (kulminacija) proti obzorju (nebesno telo zahaja).
Na severnem tečaju azimut ni definiran, ker vse smeri potekajo proti jugu. Altituda vseh nebesnih teles ostaja vedno enaka, saj nebesna telesa niti ne vzhajajo niti ne zahajajo. Podobno je na južnem tečaju. Za opazovalca na ekvatorju pa vsa nebesna, ki se nahajajo na nebesnih polih ostajajo vedno na istem mestu.

## Značilnosti
Horizontni koordinatni sistem je vezan na Zemljo. Koordinate v tem sistemu se spreminjajo z gibanjem nebesnega telesa po nebu. Ker so koordinate v horizontnem sistemu vezane na lokalno obzorje, ima isto telo za opazovalce na različnih lokacijah na Zemlji tudi različne vrednosti altitude in azimuta.
Vse velja samo za geometrijsko obzorje: to je obzorje, ki bi ga opazovalec videl na morski gladini na idealno gladki površini Zemlje brez atmosfere. V resnici ima obzorje (kot ga vidimo) vedno negativno altitudo, ki postaja absolutno večja, če se dvigujemo. Dodatno je potrebno zaradi loma svetlobe (refrakcija)  dodati še 0,5° k tej vrednosti.

## Pretvarjanje v druge koordinatne sisteme
- A je azimut
- α  je altituda
- H je časovni kot
- δ  je deklinacija
- φ je zemljepisna širina položaja opazovalca

### Pretvorba iz ekvatorskih v horizontne koordinate
sin α = sin φ sin δ + cos φ cos δ cos H
cos A cos α = cos φ sin δ - sin φ cos δ cos H
sin A cos α = - cos δ sin H

### Pretvorba iz horizontnih v ekvatorske koordinate
sin δ = sin φ sin α + cos φ sin α cos A
cos δ cos H = cos φ sin α - sin φ cos α cos A
cos δ sin H = - sin A cos α

## Zunaje povezave
- Podrobnejši opis nekaterih koordinatnih sistemov (angleško)